# 명주교육도서관
명주교육도서관은 대한민국 강원특별자치도 강릉시 주문진읍 소재의 도서관이다.

## 연혁
- 1969. 05. 26 명주군 공공교육도서관 설립인가 (문정 1093. 1 - 1224)
- 1991. 03. 25 명주교육도서관으로 명칭변경 (강원도조례 제2201호)
- 1992. 07. 14 현 위치 신축, 개관 (강릉시 주문진읍 교항리 161)
- 2002. 01. 10 강원도명주평생학습관 지정 (강원도교육청)
- 2002. 12. 10 교육도서관내부 종합자료실, 전자정보실, 휴게실 개실
- 2004. 10. 20 IT플라자 개실
- 2009. 06. 01 개관시간 연장사업 실시
- 2009. 08. 21 명주교육도서관 북스타트 선포
- 2011. 04. 01 KolasⅢ통합 및 홈페이지 개편
- 2011. 11. 16 장애인편의시설 확충 및 내부 인테리어 공사
- 2013. 03. 01 명주교육도서관으로 명칭변경
- 2016. 03. 01 강릉교육문화관 분관으로 조직개편(강원도교육규칙 제738호 2016.2.29.전부개정)
- 2018. 11. 20 도서관 자동화 시스템(RFID) 구축

## 시설현황
- 3층: 일반열람실, 서고, 독서동아리실, 문화교실 1·2
- 2층: 유아실, 수유실, 종합자료실
- 1층: 관장실, 휴게실, 행정실, 인공연못, 컴퓨터교육실, 디지털자료실, 서버실

## 이용 안내
이용 시간
- 종합자료실: 평일 09:00 ~ 22:00 / 토·일요일 09:00 ~ 18:00
- 디지털자료실: 평일 09:00 ~ 18:00 / 토·일요일 09:00 ~ 18:00
- 열람실: 매일 08:00 ~ 23:00

휴관일
- 매주 월요일
- 법정공휴일
- 기타 관장이 필요하다고 인정하는 날